# Petrofina

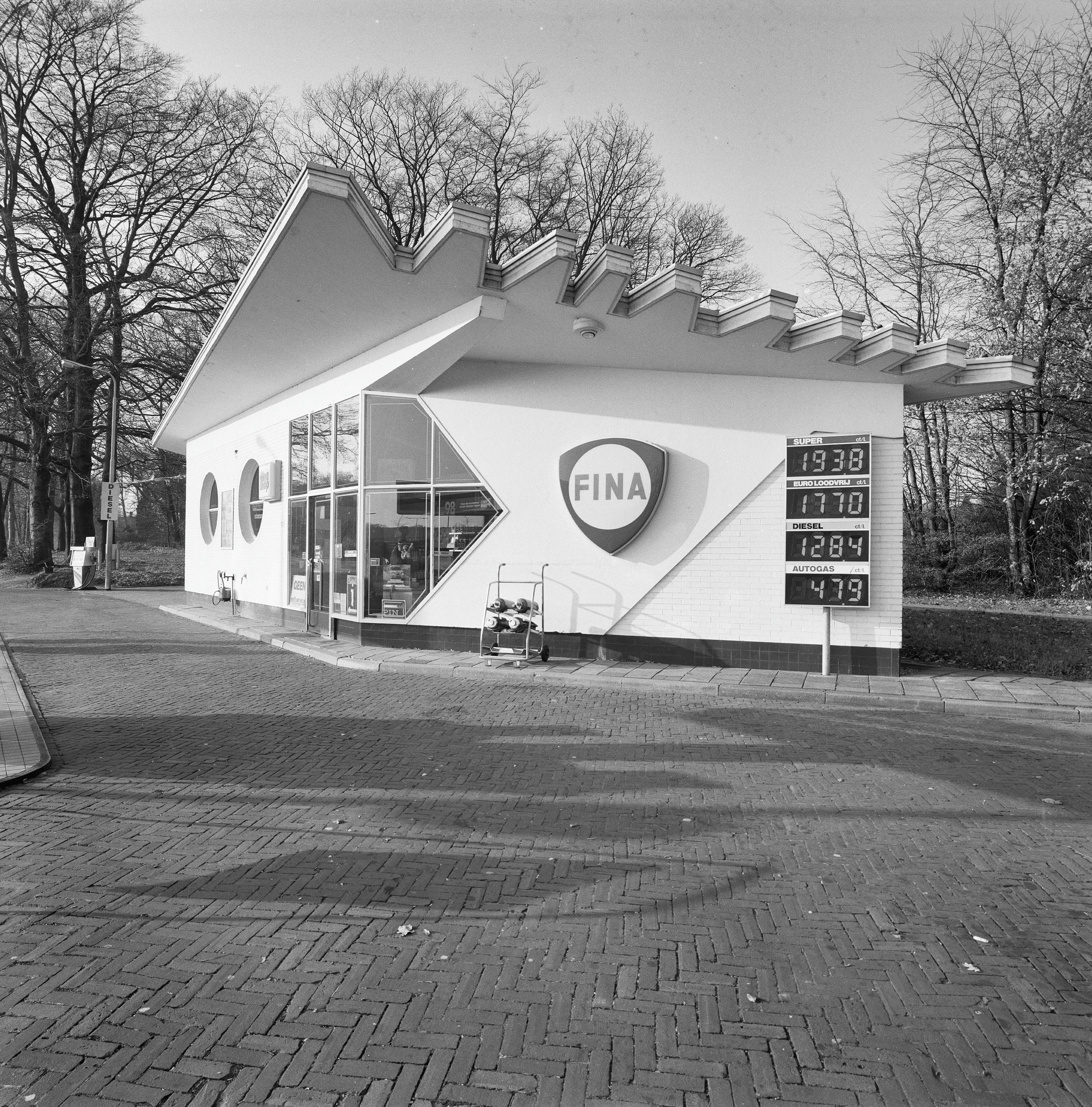
FINA tankstation, 1993

De Compagnie Financière Belge des Pétroles, afgekort tot Petrofina, was een Belgische oliemaatschappij opgericht in Antwerpen op 25 februari 1920 met als bedoeling de Duitse oliebronnen, verkregen na de Eerste Wereldoorlog, te controleren. Albert Frère was een van de aandeelhouders. De olieproducten werden in België, Afrika en Europa onder de naam Fina (tot 1960 ook: Purfina) verkocht. In 1999 ging Petrofina op in Total.

## Stichting
In 1920 richtten enkele Antwerpse investeerders - Auguste Diagre, de broers Hector en Fernand Carlier en de toenmalige minister en latere premier Aloys Van de Vyvere - de oliemaatschappij Compagnie Financière Belge des Pétroles, kortweg Petrofina, op. Ze haalden hun olie in Roemenië, nadat ze eerst de Duitse rechthebbenden op die olie hadden vergoed. Hector Carlier (1884-1946) was medeoprichter van de Banque d'Anvers, samen met o.a. zijn broer Ferdinand. Later, na de invoering van de Bankenwetgeving in België in de crisistijd, werd daaruit de Compagnie d'Anvers opgericht. Dit was de holding waaronder diverse werkmaatschappijen vielen. De vader van de broers was Jean-Baptiste Ferdinand Carlier, die 30 jaar directeur van de Nationale Bank van België is geweest.

## Schenking
Na haar overlijden in 2007 heeft Marie-Antoinette Carlier, dochter van een van de stichters van Petrofina Hector Carlier, de helft van het familiefortuin laten schenken aan de Koning Boudewijnstichting, in de vorm van een duolegaat.
Men schat de waarde van het fortuin op € 200 miljoen. De nalatenschap bevat 1.200 hectare natuurgebied, vastgoed in Antwerpen, het kasteel Boterberg van de familie Carlier in Kalmthout en een pakket aandelen Fortis en Total. Door de Stichting te begunstigen hoeven de particuliere erfgenamen geen successierechten te betalen.
Met de nalatenschap van de familie Carlier zal de Koning Boudewijnstichting een fonds oprichten, om watervoorzieningsprojecten in Afrika en onderwijsinitiatieven te steunen. Het Fonds Marie-Antoinette Carlier behelst € 15 miljoen.

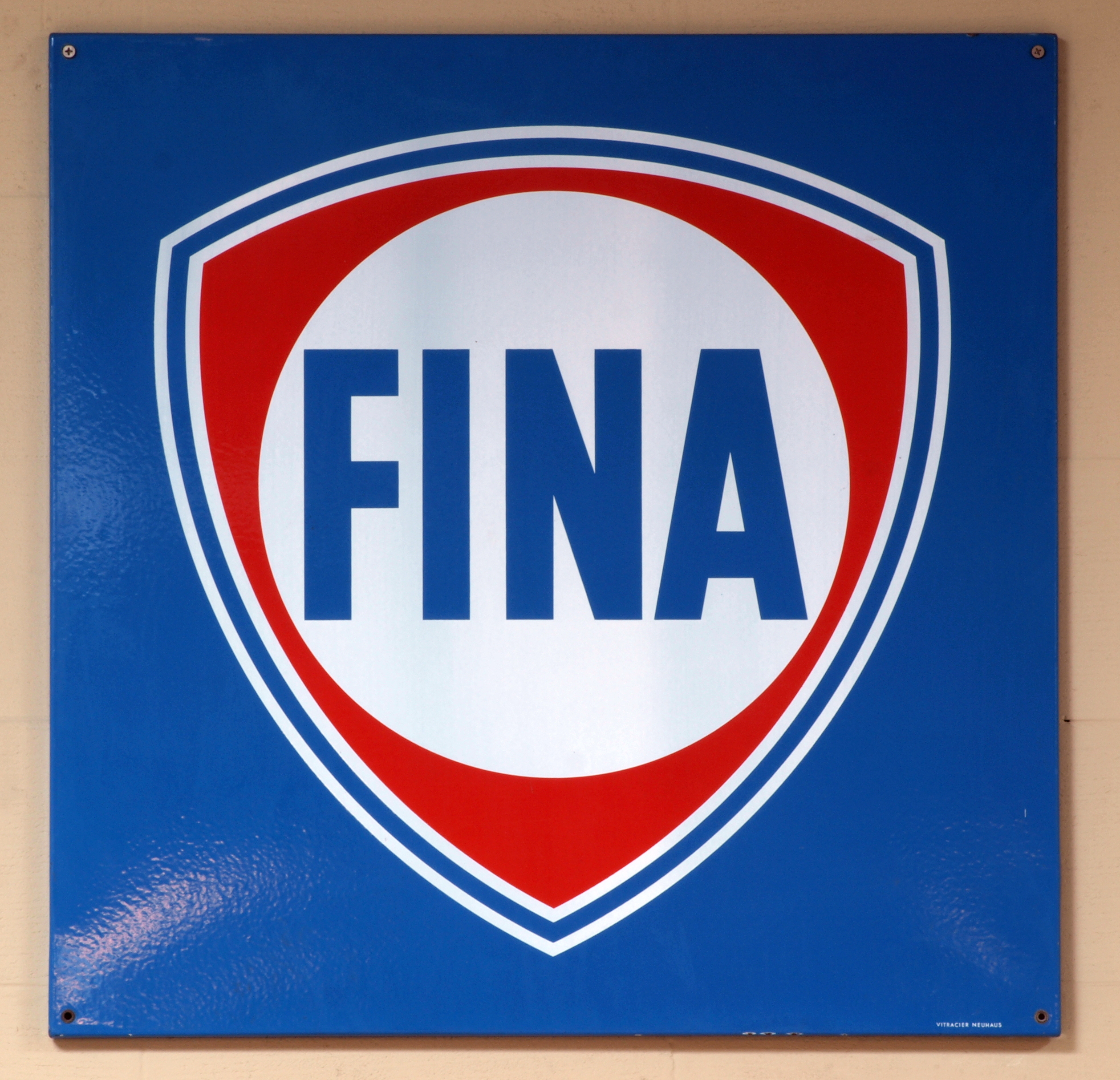
FINA logo.

## Fusie
In 1999 fuseerde Petrofina met zijn Franse concurrent Total. Albert Frère was een van de belangrijkste aandeelhouders.